# پاملا اسپرینگستین
پاملا اسپرینگستین (انگلیسی: Pamela Springsteen؛ زادهٔ ۸ فوریهٔ ۱۹۶۲) یک هنرپیشه، و عکاس اهل ایالات متحده آمریکا است.